# Mount Kendrick
Mount Kendrick ist ein wuchtiger, vereister und 3609 m hoher Berg im westantarktischen Marie-Byrd-Land. Er überragt am Kopfende des Bartlett-Gletschers die Ostseite des Nilsen-Plateaus im Königin-Maud-Gebirge auf.
Das Advisory Committee on Antarctic Names benannte ihn 1967 nach Harold E. Kendrick (* 1921), Einsatzoffizier im Kommandostab der Unterstützungseinheiten der United States Navy in Antarktika bei der Operation Deep Freeze des Jahres 1967.